# Британска империя
Британската империя (на английски: British Empire) е историческо образувание, съставено от доминионите, колониите, протекторатите и други зависими територии, управлявани или администрирани от Обединеното кралство. Нейното начало може да бъде проследено до отвъдморските владения и търговските пунктове, завоювани от моряците на Кралство Англия между края на 16 и началото на 18 век. В разцвета си тя е най-голямото държавно формирование, съществувало някога, с колонии на всички континенти и в продължение на около век доминира международните отношения. Най-голямото си териториално разширение достига около 20-те и 30-те години на XX век, когато британските територии по различни данни заемат между 33 и 35,5 милиона квадратни километра, което представлява почти една четвърт от сушата на земното кълбо:
- 1913 – 1919 г. – 31 878 965 km² без антарктическите територии, 
33 588 365 km² с антарктическите територии, а общата численост на населението на империята е около 480 милиона, една четвърт от общото население на Земята[2] (според други данни през 1913 г. населението е 412 милиона души[3]);
- до 1920 г. – 35 500 000 km², 24 % от сухата земна площ[4], по други данни 35 000 000 km²[3] или 33 700 000 km²[5];
- 1922 г. – повече от 33 000 000 km², население около 458 милиона, една пета от населението на Земята.[6][7][8];
- 1922 г. – 33 670 000 km²[7] или 33 669 845,4 km²[9];
- 1925 г. – 35 000 000 km²[10];
- 1930-те години – 34 650 000 km²[11].

Империята започва да се образува в края на 15 век, в хода на Великите географски открития и съществува до средата на 20 век. Много от страните, включени в миналото в Британската империя, днес членуват в международната организация Общност на нациите.

## Общ преглед
Терминът „Британска империя“ е измислен от Джон Дий – астролог, алхимик и математик на кралица Елизабет I. Тя се разраства в продължение на повече от двеста години и кулминацията на разширението ѝ е в началото на 20 век, когато обхваща различни територии на всички континенти и справедливо я наричат „империята, над която слънцето не залязва никога“.
Експанзивната фаза на заселването и завладяването на територии започва относително мирно с търговия и дипломация. Империята помага за разпространението на британските технологии, търговия, английски език и форми на управление по целия свят. Имперската хегемония има решаващо значение за икономическия ръст на много страни и увеличаване на влиянието на Обединеното кралство в световната политика. В разцвета на империята милиони колонисти напускат Британските острови и заселват САЩ, Канада, Австралия, Нова Зеландия. Днес населението на тези страни се състои предимно от потомци на имигранти от Великобритания и Ирландия. Протестантите с британски произход са основната част от населението в Северна Ирландия и заедно с бурите са една от двете основни бели етнически групи в Южна Африка.
Влиянието на метрополията върху колониите е двояко. От една страна са привнесени английският език, определени административни и правови рамки, създадени по образ и подобие на Великобритания. От друга страна, стремежът към независимост води до центробежни сили и деколонизация. В края на 19 и началото на 20 век започват опити за въвеждане на парламентарна демокрация и върховенство на закона в бившите колонии, макар и с различен успех. Повечето от тях встъпват в Британската общност на нациите, заместител на Империята в психологически план от 20-те години на 20 век насам.

## Английски владения до 1873 г.
Разширението на Кралство Англия извън собствените му граници започва още със завладяването на остров Ирландия (през 1169 г.) и Уелс (през 1282 г.). Шотландия е присъединена доста по-късно, но с права на равноправна държава. С развитието на мореплаването английските кораби започват да откриват нови територии. За целта се нуждаят от специално кралско разрешение (патент) или правото на колонизация се дава на нарочно основана търговска компания със специална кралска харта.

### Първи отвъдморски колонии
През 1496 г., скоро след успешното плаване на Христофор Колумб, английският крал Хенри VII дава писмен патент, упълномощаващ Джон Кабот да плава в Атлантическия океан под английски флаг и да търси нови търговски пътища. Експедицията стига до остров Нюфаундленд, но не слиза на брега, а само докладва за откритите богати риболовни райони.
Следващият патент за открития и задморски изследвания е даден на Хъмфри Гилбърт от кралица Елизабет I през 1578 г. Гилбърт се отправя към Западните Индии с намерение да основе колония в Северна Америка, но експедицията се проваля. През 1583 г., той предприема втори опит, този път на Нюфаундленд, чийто залив Гилбърт официално провъзгласява за английско владение, въпреки че също не оставя заселници. Делото на Гилбърт е продължено от брат му Уолтър Рали, получил собствен патент през 1584 г. Рали основава колонията Роаноук на крайбрежието на съвременна Северна Каролина, но недостатъчното снабдяване довежда до провал на начинанието.
След това любимецът на Елизабет Франсис Дрейк извършва околосветско пътешествие – второто след Фернандо Магелан – и открива за английските кораби морските пътища, известни по-рано само на испанците и португалците. Съперничеството с Испания за господство над моретата се засилва, но след разгрома на Непобедимата армада през 1588 г., мощта на Испанската империя е подкопана, а с Лондонския договор от 1604 г. е сложен край на военните действия с Испания. Сега, в мир с основния си противник, английското внимание се премества от завладяването на чуждата колониална инфраструктура към създаването на собствени задморски колонии.
Английската колониална империя започва да придобива очертания в началото на 17 век с основаването на колонии в Северна Америка и Западните Индии и с основаването през 1600 г. на частната Британска източноиндийска компания за търговия с Азия. Периодът оттогава до загубата на Тринадесетте колонии по време на Войната за независимост на САЩ през 1783 г. впоследствие е наречен Първа Британска империя.

### Америка, Африка и триъгълна търговия
Джеймстаун в днешна Вирджиния е първото английско селище в Северна Америка, основано през 1607 г. от капитан Джон Смит. То се управлява от Virginia Company, която основава през 1609 г. и колония на Бермудските острови. През 1624 г. прекият контрол над тях преминава директно към краля и по такъв начин се създава колонията Вирджиния, първата от тринадесетте колонии. Нюфаундлендската компания е създадена през 1610 г. с цел създаването на постоянни поселения на остров Нюфаундленд, но търпи неуспех. Следва Плимутската колония, основана през 1620 г. от пуритани, по-късно станали известни като пилигрими.
Западните Индии (днес Карибски острови) първоначално са най-важните и икономически изгодни английски колонии, но първите няколко опита за колонизация са неудачни. Първите селища са основани в Сейнт Китс (1624), Барбадос (1627) и Невис (1628). Колониите бързо възприемат системата на плантациите, успешно използвана от португалците в Бразилия – система, която зависи от робския труд и от (поне в началото) холандските кораби, доставящи роби и купуващи захар. За да гарантира, че нарастващите приходи от тази търговия ще останат в английски ръце, с Навигационния акт от 1651 г., парламентът постановява, че само английски кораби могат да извършват търговия в английските колонии. Това води до поредицата Англо-нидерландски войни, които усилват английските позиции в Америка за сметка на холандските. През 1655 г. Англия анексира остров Ямайка от Испания, а през 1666 успешно колонизира Бахамите.
Бягството от религиозно преследване в родината им става причина много бъдещи английски колонисти да се решат на трудното трансатлантическо пътешествие: Мериленд е основана като обетована земя за римокатолиците (1634), Кънектикът (1639) – за конгрегационалистите, Роуд Айлънд (1636) – като колония, приемаща всички религии. Провинция Каролина е основана през 1663 г. На следващата година Англия получава контрол над холандската провинция Нови Амстердам (преименувана в Ню Йорк) в замяна на Суринам, по споразумението след Втората англо-холандска война (1665 – 1667). През 1681 г. Уилям Пен основава колонията Пенсилвания. Северноамериканските колонии са по-малко удачни във финансово отношение, отколкото тези в Западните Индии, но имат големи площи добра селскостопанска земя и успяват да привлекат доста по-голям брой английски емигранти, които предпочитат техния умерен климат.
През 1672 г. е основана и Кралската африканска компания, която получава от Чарлз II монопола върху търговията с роби за британските колонии на Карибите. От самото начало, робството е в основата на Британската империя в Западните Индии, като се реализира триъгълна търговия – от бреговете на Гвинейския залив се придобиват и закарват отвъд Атлантика роби като евтина работна ръка, а обратно от Америка за Англия и Европа се превозват продукти придобити чрез робския труд – захар, памук, кафе, какао, тютюн, индиго. Изтъканият като платно памук се търгува в Африка срещу роби и всичко се повтаря. За търговците на роби тази търговия е крайно изгодна и осигурява основния поминък на такива западни британски градове като Бристол и Ливърпул. За поддържането на тази търговия на бреговете на Западна Африка са основани укрепления, като остров Джеймс край Гамбия, и Акра.
До отмяната на робството през 1807 г. Британия е транспортирала 3,5 милиона африкански роби в Америка – 1/3 от всичките роби, превозени през Атлантика. В резултат в британските Западни Индии процентът на негрите нараства от 25 % през 1650 г. до приблизително 80 % през 1780 г., а в Тринадесетте колонии – от 10 % до 40 % за същия период (повечето са в южните колонии).

### Конкуренция с Холандия в Азия
В края на 16 век Англия и Холандия започват да се намесват в португалската монополна търговия с Азия, сформирайки съответно през 1600 и 1602 г. частни акционерни компании за финансиране на експедиции – Британската източноиндийска компания и Холандската източноиндийска компания. Основната им цел е да овладеят изгодната търговия с подправки. Те съсредоточават усилията си върху Индонезийския архипелаг, и най-важния кръстопът – Индия. Близкото съседство на Лондон и Амстердам край Северно море и интензивната конкуренция между Англия и Холандия неизбежно водят до конфликт между двете компании. Надмощието е поделено – холандско господство над Молукските острови (бивше португалско владение), след оттеглянето на англичаните през 1622 г., и големи успехи на Англия в Индия – в Сурат е основана търговска фактория през 1613 г. Въпреки че Англия в края на краищата изпреварва Холандия като колониална държава, в краткосрочна перспектива по-развитата холандската финансова система и трите Англо-холандски войни през 17 век дават на Холандия преимущество в Азия. Конфликтът е прекратен след Славната революция от 1688 г., когато нидерландският щатхалтер Уилям III е издигнат на английския престол, помирявайки двете страни. Споразумението оставя търговията с подправки от Индонезийския архипелаг в ръцете на Холандия, а текстилната промишленост в Индия остава за Англия.

### Глобално съперничество с Франция
Мирът, сключен между Англия и Холандия, е последван от участие на двете страни като съюзници във Войната на Аугсбургската лига, водена на континента срещу Франция и в колониите срещу Франция и Испания. След войната Англия излиза като по-силна колониална държава от Холандия, която е принудена да пожертва голям дял от военния си бюджет за сухопътните военни действия в Европа. От друга страна смъртта на испанския крал Карлос II през 1700 г. и възкачването на трона на Филип Анжуйски, внук на Луи XIV, представлява заплаха от обединение на Франция, Испания и техните колонии – неприемливо положение за Англия и другите европейски държави. След Акта за уния с Шотландия от 1707 г. новото кралство Великобритания е световна колониална държава, а нейна основна съперница става Франция.
През 1701 г. Великобритания, Португалия и Холандия застават на страната на Свещената Римска империя във Войната за испанското наследство против Испания и Франция, която продължава до 1714 г. В сключения Утрехтски мирен договор, Филип се отказва от претенции към френския трон, а Испания губи империята си в Европа. Британската империя разширява своята територия: от Франция тя получава Нюфаундленд и Акадия, а от Испания – Гибралтар и Менорка. Гибралтар става важна военноморска база, която контролира морския път между Средиземно море в Атлантика. Менорка по-късно е върната на Испания, съгласно Амиенския договор от 1802 г. Испания отстъпва на Великобритания и изгодните права за търговия с роби в Латинска Америка.
Започналата през 1756 г. Седемгодишна война е първата с глобален обхват: сражения се водят в Европа, Индия, Северна Америка, Карибите, Филипините и по бреговете на Африка. Подписването на Парижкия мирен договор има важни последствия за Британската империя. Франция практически напуска Северна Америка, след като приема британските претенции за Земята Рупърт, и отстъпва Нова Франция на Великобритания (оставяйки значително френскоговорещо население под британски контрол в Квебек), а Френска Луизиана е поделена между Великобритания и Испания. Великобритания получава и Флорида от Испания. Няколко анклава остават под контрола на Франция в Индия, но са им наложени военни ограничения и задължение да снабдяват британските васални държави, като по такъв начин бъдещето на Индия се оказва в английски ръце. Победата на Великобритания над Франция по време на Седемгодишната война я утвърждава като главната световна колониална сила.

### Индия
През 17 век Британската Източноиндийска компания е заета предимно с търговска дейност на индийския субконтинент и не е заплаха за могъщата Моголска империя, която ѝ дава търговски права през 1617 г. През 18 век обаче моголите изпадат в упадък и компанията от търговско дружество постепенно се превръща във военна и правителствена организация, която встъпва в борба за влияние със своите френски конкуренти, Френската Източноиндийска компания. През 1757 г. британците, начело с Робърт Клайв, нанасят поражение на французите и индийските им съюзници в Битката при Пласи. Британската компания завладява Бенгал и става водеща военна и политическа сила в Индия.
В следващите десетилетия компанията бързо увеличава териториите, които контролира – или пряко, или чрез марионетни правителства под заплахата от нахлуване. Тя поддържа британската индийска армия, съставена основно от индийски наемници – сипаи. Основният метод на колониалното завладяване на Индия стават „субсидиарните договори“ – система, въведена от френските колонизатори, но използвана от англичаните с голям размах. В съответствие с нея британската армия със сила заставя княжество след княжество да подписват договор за „субсидии“ за издръжка на армията, а също така да поверяват външната си политика на британския губернатор. С получените пари се поддържа наемна войска, в която мнозинството редови войници са индийци. Компанията анексира редица княжества, въвеждайки в тях пряко управление.
Разпадът на Моголската империя води до образуването на няколкостотин независими държави. Това силно облекчава британската експанзия, макар че на два пъти компанията среща силна съпротива: от страна на Маратхската конфедерация и от страна на княжествата на сикхите.

### Загуба на тринадесетте американски колонии
Официално английските владения в Америка се наричат Британска Америка и Британски Западни Индии (на английски: British America and the British West Indies). Територията им силно нараства след приключването на Седемгодишната война (1756 – 1763), когато Великобритания получава Нова Франция и Флорида и става доминиращата колониална сила в източната част на континента.
През 60-те и 70-те години на 18 век отношенията между метрополията и тринадесетте американски колонии се влошават, главно вследствие на опитите на британския парламент да обложи американските колонисти с налози без тяхното съгласие. Американците изразяват недоволството си с лозунга „Няма данъци без представителство“ („Данъци без представителство – това е тирания“). През 1775 г. започва война, в която колонистите получават помощ от Франция, Испания и Холандската република и на следващата година е провъзгласена независимостта на Съединените американски щати.

## Втора Британска империя
След като губи американските колонии, Великобритания остава само с Канада, част от Карибските острови и Централна Америка, а в Индия – само с няколко града и Бенгал при устието на Ганг.

### Наполеонови войни (1799 – 1815)
По време на Наполеоновите войни Наполеон се насочва и към отвъдморските колонии на противниците и ги анексира. Застрашена е не само световната доминираща роля на Великобритания, но и самата тя е заплашена от инвазия. Затова са вложени много ресурси и усилия за победа. Френските пристанища са блокирани от Кралския флот, който печели решителната Битка при Трафалгар срещу френско-испанската флота през 1805 г. В крайна сметка Франция е победена от коалицията на европейските страни в Битката при Ватерло през 1815 г.
Великобритания е облагодетелствана от мирните договори: Франция отстъпва Йонийските острови, Малта (окупирани от нея съответно през 1797 и 1798 г.), Мавриций, Сейнт Лусия и Тобаго; Испания напуска Тринидад; Нидерландия отстъпва Гвиана и Капската колония. Великобритания връща на Франция Гваделупа, Мартиника, Френска Гвиана и Реюнион, а Ява и Суринам на Нидерландия, но получава контрол над Цейлон (1795 – 1815).
Победата над Наполеон означава, че с изключение на Русия в Централна Азия, Великобритания вече няма сериозен съперник. В моретата тя възприема ролята на световен полицай (по-късно тази политика е наречена Pax Britannica).

### Отмяна на робството
В края на 18 и началото на 19 век набира скорост движението на аболиционистите за забрана на робството. Английският парламент приема закон за отмяна на търговията с роби през 1807 и на следващата година Сиера Леоне е официално определена като колония за освободените роби. Окончателната забрана на робството в Британската империя настъпва със закона за отмяна на робството (на английски: Slavery Abolition Act) от 1833 г. Според него робите получават пълни равни права след период за адаптация от 4 до 6 години.

### Век на империята (1815 – 1914)
След 1815 настъпват дълбоки промени в икономическите и обществените отношения, свързани с Индустриалната революция. През 1825 г. Великобритания отваря пазарите си, включително тези в колониите, за всички търговци, а през 1849 премахва Навигационните актове от 17 век, които са ограничавали чуждестранните търговци. Изчезват колониите от стар тип, създадени с кралска харта. Ускоряват се комуникациите с помощта на навлизащите в корабоплаването иновации като телеграфа и парния двигател.
В периода между 1815 и 1914, който някои историци наричат „Век на империята“, към владенията на Великобритания са добавени около 10 милиона квадратни километра и 400 милиона души. В края на века тя владее една четвърт от населението на света и една пета от земната площ. Между 1890 и Първата световна война притежава една трета от корабите в света по тонаж и извършва около половината от световната морска търговия, а в края на 19 век – 60% от телеграфните кабели, което е много важно за имперското управление.

#### Австралия
През 1770 г. на източния бряг на Австралия пуска котва английският мореплавател Джеймс Кук. След като САЩ обявява независимостта си, Великобритания вече няма къде да изолира престъпниците си и затова решава да изпраща осъдените далеч в Тихия океан. Първият кораб с 1500 осъдени пристига в Австралия през 1788 г. Оттогава започва изтласкването на местното население от плодородните земи към недружелюбните територии на страната. Свободни заселници и бивши затворници основават шест колонии: Нов Южен Уелс през 1786 г., Тасмания през 1825 г., Западна Австралия през 1829 г., Южна Австралия през 1834 г., Виктория през 1851 и Куинсланд през 1859 г.
Откриването на злато през 1851 г. води до преселването на много хора на австралийския континент. Така започва бързото изграждане на градове като Сидни, Мелбърн и Хобарт. През 1850 г. населението на Австралия вече наброява 1 400 000 души. В началото на 60-те години интернирането на затворници е прекратено и процесите на усвояване на нови площи и икономическо развитие се ускоряват. През 1851 г. Великобритания признава конституциите на отделните австралийски провинции и тяхното самоуправление. През 1900-те се обединяват в Австралийски съюз, а след още година страната е призната за доминион със самостоятелно представителство и управление от метрополията.
В Нова Зеландия англичаните се сблъскват с ожесточената съпротива на местното население и овладяването на островите се проточва до 1870 г. Нова Зеландия е призната за доминион през 1907 г.

#### Африка
В началото на 19 век контролираните африкански територии са малко, наследени от времената на търговията с роби (Гамбия), макар че английските пътешественици най-активно проучват континента: Джеймс Брус, Мънго Парк, Дейвид Ливингстън, Ричард Лендър. През 1861 г. територията на днешна Нигерия е анексирана като първа стъпка към колонизацията на цялото западно крайбрежие до Бенин и Камерун. Постепенно Великобритания става водеща сила и в Източна и Южна Африка: установява управление в Египет през 1882 г., разгромява суданските махдисти при Омдурман, завладява територията, която по-късно заемат Британска Сомалия, Кения, Уганда, Занзибар. Британската южноафриканска компания заема през 1889 г. територията между реките Замбези и Лимпопо и създава колонията Родезия (на името на Сесил Роудс). Роудс е един от най-изтъкнатите представители на колониалните кръгове и сред неговите планове са овладяване на Бурските републики и проект за железопътна линия по протежението на цяла Африка от Кайро до Кейптаун. В резултат на Англо-бурските войни от 1899 – 1902 г. Англия налага господството си над Бурските републики, но през 1906 г. им дава автономия и през 1910 се образува Южноафриканският съюз като доминион на Великобритания. В него влизат четирите колонии Натал, Трансваал, Оранжевата свободна държава и Капската колония.

#### Канада
Създаването на Канада е повлияно от събитията в САЩ. Поучено от горчивия си опит там, английското правителство дава самоуправление на Канада през 1839 г. Начело е поставен губернатор, а територията е разделена на провинции и получава право на избори и свой парламент. Във връзка с Гражданската война в САЩ британското правителство променя централизираното управление, като създава нови провинции от съществуващите колонии: Онтарио, Нова Скотия, Ню Брънзуик и Британска Колумбия и през 1867 г. ги обединява в Канадска конфедерация със статут на доминион. По-късно са прибавени провинциите Манитоба, Съскачуан и Алберта. Те възникват около новопостроената трансконтинентална железопътна линия от Квебек до Ванкувър (завършена 1895 г.), с която започва бързо икономическо развитие, защото властите насърчават имиграцията, като раздават земя. Преди откриването на Панамския канал (1914) това е Трансокеанският маршрут между Атлантическия и Тихия океан.

#### Азия
Експанзията в Азия се осъществява с местния военен контингент в Индия. След 1825 г. англичаните започват настъпление по течението на Ганг. През 1843 е завзет Синд (днес в Пакистан), а Белуджистан става васал, последван скоро от Кашмир. Пенджаб е анексиран през 1849, Бирма през 1885. Британска Индия (Британски Радж) обхваща по-голямата част от Индийския субконтинент, включително днешните държави Индия, Бангладеш, Пакистан и Мианмар. Завладяването на Индия завършва през 1857 г. с Въстанието на сипаите. То слага край и на управлението на Източноиндийската компания. Вместо него в Индия е въведено пряко управление на Короната. Законът за Индия от 1858 г. премахва Източноиндийската компания и Индия става колония на короната. Губернаторът е със седалище в Калкута и е подпомаган от 8-членен Изпълнителен съвет. Чрез сътрудничество с местните едри земевладелци и аристокрация англичаните управляват успешно Индия до 20 век.
Съперничеството с Русия достига кулминацията си в Кримската война (1854 – 56), която е единствената голяма война за Великобритания по време на Pax Britannica. Макар че в нея Русия търпи поражение, противопоставянето на двете империи в Централна Азия продължава още няколко десетилетия и приключва със сключването на Англо-руско съглашение през 1907 г.
След откриването на петрол в Иран е създаден англо-пресийски консорциум, прераснал през 1906 г. в Бритиш Петролиъм, една от най-могъщите нефтени компании в света.

#### Ключови морски пътища
Английската мощ се насочва към все още незавладени острови и островни групи в световния океан: Андамански и Никобарски, Джилбърт и Елис, островите Кук, Фиджи, Соломоновите острови, Тонга и др. Кралският флот прави карта на Световния океан.
В Европа под английски контрол са Гибралтар, Малта и Кипър, в Африка – Кейп, в Индийския океан – островите Мавриций и Занзибар, както и Сингапур и Хонконг. През 1875 г. Англия и Франция установяват съвместен контрол над Суецкия канал, който е номинално в Османската империя, но след 1882 г. французите се оттеглят и управлението се поема от англичаните под формата на прикрит протекторат.
Англичаните заемат стратегически позиции в Индийския океан: през 1819 се установяват в Сингапур, а през 1832 – в Аден. В резултат на Втората опиумна война с Китай получават Хонконг, през 1852 г. окупират Бирма. До 1852 г. те заемат почти всички стратегически точки в Азия и парират чуждите опити за проникване.

#### Центробежни сили
На придобитите огромни територии английските правителства се изправят все по-често пред съпротивата на местното население, което заявява желанието си за независимост. Британските политици обаче съумяват да наложат английските либерални традиции и посрещат гъвкаво тези искания, като определят някои от териториите (основно с бели заселници) за свои доминиони. Първа е Канада (1867 г.), последвана от Австралия (1901 г.), Нова Зеландия (1907 г.) и ЮАР (1910 г.). Доминионите се ползват с автономия във вътрешните работи, като всеки има парламент и правителство, което отговаря пред него. Постепенно статутът на доминиона търпи изменение в посока създаване на самостоятелна държава. Например в Канада се наблюдава от една страна съперничество между англо- и франко-канадци, а от друга – англо-американско икономическо съперничество, но Канада успява едновременно да запази връзките си с метрополията и да противостои на силния си съсед САЩ.

## Световни войни (1914 – 1945)
След поражението на Германия през Първата световна война нейните колонии са поделени между победителите, като Великобритания получава мандат на Обществото на народите за Танганайка, част от Того и част от Камерун, както и остров Науру. Турция отстъпва Египет, който е анексиран през 1914. След края на войната и разделянето на Османската империя Великобритания печели мандати и за Палестина, Трансйордания и Ирак, и засилва своето влияние в Персия (за кратко) и Турция. Но след бунтове в Египет (1919) и Ирак (1920 – 21) те получават своята независимост, съответно през 1922 и 1924 г.
По време на Гражданската война в Русия (1917 – 1922) британски войски се сражават срещу болшевиките в Кавказ, Централна Азия и в районите на Бяло море, Балтийско море и Черно море. Лорд Кързън, който е министър на външните работи през 1919 г., дори предлага анексиране на части от Руската империя, но интервенцията срещу Русия се проваля.
Този възход на империята обаче бързо е заменен с упадък през 20-те години. Умората от войната, огромният брой жертви, изтощението и похарчените средства не позволяват на Великобритания да поддържа международните си амбиции. През 1921 г., вследствие на Англо-ирландския договор от 1921 г., се създава Ирландската свободна държава и по този начин е загубена по-голямата част от Ирландия. Британците не успяват да отстояват уреденото с Версайския договор устройство на Европа, нито дейността на Обществото на народите извън нея.
През 30-те години икономическите връзки на метрополията с колониите се подобряват поради напредъка в транспорта и комуникациите. Започват редовни граждански полети до Кейптаун (1932), Бризбейн (1934) и Хонконг (1936) и макар че за полетите са били необходими няколко дни, това е несравнимо по-кратко от пътя по море. Обвързаността с империята се демонстрира чрез построяване на нова военноморска база в Сингапур и в Индия с изграждането на изцяло новия Ню Делхи, проектиран от британските архитекти Едуин Лъчънс и Хърбърт Бейкър. Натискът за самоуправление на Индия обаче нараства непрекъснато и колониалните власти са принудени да седнат на масата за преговори с Индийския национален конгрес. През 1937 г. са проведени избори, които носят успех на Конгреса, но Индия получава независимост едва през 1947 г.

## Деколонизация и упадък (1945 – 1975)
Втората световна война значително отслабва империята; Великобритания губи много ресурси и престиж. Нейните съюзници-доминиони се бият на нейна страна, но Австралия се обръща за подкрепа към Америка, а в самата Британия се заражда недоверие към наследството на империята. Наричаният „непревземаем“ Сингапур капитулира пред Япония през февруари 1942 и това, заедно със загубата на корабите „Принс ъф Уелс“ и „Рипълс“, потопени от японски бомбардировачи, срива престижа на Великобритания в Азия. Позицията на управляващата от 1945 г. Лейбъристка партия е за даване на независимост на Индия и изобщо за деколонизация. Но въпреки отделянето на Индия през 1947, на Бирма през 1949 и на Палестина през 1948, Великобритания все още представлява голяма имперска сила. Правителството, особено външният министър Ърнест Бевин, храни надежди за използване на ресурсите на колониите за укрепване на британската икономика след войната. Но следват криза след криза – арабски национализъм, криза в Малая, а Суецката криза е кулминацията.
Процесът на деколонизация се засилва отново през 60-те по време на управлението на консервативното правителство на Харолд Макмилан. Неговата историческа реч „Winds of change“ („Ветровете на промяната“), ознаменува началото на мирното разпадане на Британската империя. Речта е произнесена пред парламента на Южна Африка в Кейптаун на 3 февруари 1960 г. Преди това Макмилан е пропътувал около месец из британските колонии и дава да се разбере, че консервативното правителство възнамерява да даде независимост на много от тези територии. Процесът на демонтаж на империята се усилва от силен подем на националните движения в колониите, особено в Гана. Гана и Малая получават независимост през 1957 г., Нигерия и Кипър през 1960, Сиера Леоне и Танганайка през 1961, Ямайка и Уганда през 1962 и Кения през 1963 г. До 1969 вече нито една територия в Африка не е под британско управление.
В Близкия изток британските сили се изтеглят от Аден през 1967, от Персийския залив през 1971 г., а от Сингапур през 1974 г. Деколонизацията в основни линии протича мирно.

## Наследство
Към началото на 21 век Обединеното кралство запазва суверенитет над 14 територии извън Британските острови. През 2002 г. те придобиват статут на Британски задморски територии. Някои от тях не са населени, с изключение на военния и научния персонал, който се намира там. Други имат различна степен на самоуправление и зависят от Великобритания по отношение на международните работи и отбраната.
Британският суверенитет над някои задморски територии се оспорва от съседните им държави: Испания има претенции към Гибралтар, Аржентина претендира за Фолклендските острови и Южна Джорджия и Южни Сандвичеви острови, а Мавриций и Сейшелските острови – за британските територии в Индийския океан. Освен това британската антарктическа територия е обект на взаимно противоречащи си претенции от Аржентина и Чили, като много държави, в това число и Русия, въобще отхвърлят всякакви териториални претенции в Антарктида.
Повечето от бившите колонии са съставна част от Британската общност на нациите – неполитическо доброволно сдружение на равни членове, в което Обединеното кралство няма никакви привилегии. Шестнадесет от общо 54 държави членки на Британската общност смятат кралицата на Великобритания за свой държавен глава.
Десетилетията, а понякога и векове британско управление и британска имиграция оставят своя отпечатък върху много вече независими държави. Английският език е майчин език за повече от 400 милиона души. До 1 млрд. души го говорят като чужд език, въпреки че разпространението му е свързано също така и с културното влияние на Съединените щати.
Британската парламентарна система става модел за държавна организация на много бивши колонии, а законодателството – за техните правни системи. Британският върховен съд все още е най-висшият съд в някои бивши колонии от Карибския басейн и Тихия океан.
Британски мисионери разпространяват англиканството по света и англиканската общност има над 77 милиона члена.
В много части на бившата империя все още е запазена колониалната архитектура – църкви, гари, правителствени сгради. Британските спортове – крикет, ръгби, голф са разпространени в цялата империя, британската система за мерки и теглилки (имперска система) също е разпространена, както и движението от лявата страна на пътното платно.
Политическите граници обаче невинаги съответстват на реалното разпределение на населението по националности или религия, което причинява много местни конфликти в Кашмир, Палестина, Судан, Нигерия и Шри Ланка.